# Изабрани лекар
Изабрани лекар брине о свим сегментима здравља осигураника. Увек је у току са његовим здравственим стањем и увек има довољно времена за њега. Код изабраног лекара прегледи се заказују телефоном и на тај начин се избегава чекање.
Изабрани лекар је упознат са претходним здравственим стањем и факторима ризика по здравље осигураника, са његовим начином живота, добрим и лошим навикама. Предочава му до којих болести лоше навике могу да доведу, а уколико евентуално постоји неко обољење, континуирано прати његово стање и лечење. Изабрани лекар има могућност да позива осигуранике и заказује редовне годишње и превентивне прегледе. Редовни прегледи важни су због раног откривања премалигних и малигних промена, лечења хормонских проблема, контроле рађања и правовременог планирања породице. Заједнички, лекар и осигураник могу спречити, а не само лечити неку болест.